# Concentração quântica
A concentração quântica nQ é a concentração de partícula (i.e. onúmero de partículas porunidade de volume) de um sistema onde a distância interpartícula é igual ao comprimento de onda térmico de de Broglie ou equivalentemente quando os comprimentos de onda das partículas são tangentes ("se tocam") mas não se sobrepõe.
Efeitos quanticos tornam-se mais apreciáveis quando a concentração de partículas é maior ou igual que a concentração quântica, a qual é definida como:
{\displaystyle n_{Q}=\left({\frac {MkT}{2\pi \hbar ^{2}}}\right)^{3/2}}
onde:
M é a massa das partículas no sistema
k é a constante de Boltzmann
T é a temperatura medida em kelvin
{\displaystyle \hbar \,} é a constante de Planck reduzida
Como a concentração quântica depende da temperatura; altas temperaturas irão colocar a maioria dos sistemas no limite clássico sem estes terem uma densidade muito alta, e.g. como uma anã branca.
1. ↑  Suzuki, Masatsugu Sei (25 de setembro de 2017). «Quantum concentration» (PDF). Department of Physics, SUNY at Binghamton
2. ↑  Wilde, Mark M. «Entanglement Concentration». Cambridge: Cambridge University Press: 429–446. Consultado em 18 de março de 2022